# Hamo Ohanjanian
Hamazasp „Hamo” Ohanjanian (în armeană Համօ Օհանջանեան; n. 1 februarie 1873, Akhalkalaki, viceregatul Caucazului⁠(d), Imperiul Rus – d. 31 iulie 1947, Cairo, Regatul Egiptului⁠(d)) a fost un medic, revoluționar și om politic armean, care a fost al treilea prim-ministru al Primei Republici Armene.

## Biografie
Născut în 1873, Ohanjanian s-a alăturat cercurilor revoluționare socialiste încă din studenție, fiind expulzat de la Facultatea de Medicină a Universității din Moscova din această cauză. A emigrat în Elveția, unde a absolvit Facultatea de Medicină din Lausanne în 1899. Tot în Elveția l-a cunoscut pe Christapor Mikaelian, unul dintre fondatorii Federației Revoluționare Armene, care l-a convins să se alăture organizației.
În 1903 s-a întors în Rusia și a început să profeseze ca medic în Tbilisi și Baku. În 1909 a fost arestat pentru activități revoluționare și a fost închis în Siberia. A fost eliberat la începutul Primului Război Mondial, fiind trimis pe front ca medic militar⁠(d). După Revoluția din Octombrie și proclamarea Armeniei ca stat independent, a contribuit la consolidarea statalității armenești, ca ministru de externe. După demisia prim-ministrului Aleksandr Hatisian din 1920, Ohanjanian a devenit prim-ministru al Armeniei. Guvernarea sa a coincis cu invazia turcească a Armeniei, dar și cu lupte puternice cu bolșevicii. Astfel, Ohanjanian a condus în mod autoritar, suprimând violent mișcarea comunistă locală. Ohanjanian și-a dat demisia din fruntea guvernului 1920, cu speranța că noul guvern, condus de Simon Vrațian, va putea negocia pacea cu Turcia și Rusia bolșevică. Acest lucru nu s-a întâmplat, iar, după sovietizarea Armeniei, s-a stabilit în Cairo. A profesat ca medic și a fost un membru marcant al exilului armean și al Federației Revoluționare Armene. A decedat pe 31 ianuarie 1947.